# 1534 Näsi
1534 Näsi este un asteroid din centura principală, descoperit pe 20 ianuarie 1939, de Yrjö Väisälä.